# Gohar Wardanjan

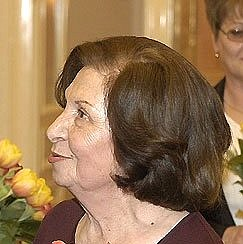
Gohar Wardanjan

Gohar Lewoni Wardanjan, geboren Pachlewanjan, (armenisch Գոհար Լևոնի Վարդանյան, russisch Гоар Левоновна Вартанян, урожд. Пахлеванян; * 25. Januar 1926 in Leninakan; † 25. November 2019 in Moskau) war eine sowjetische bzw. russische Agentin armenischer Herkunft mit dem Pseudonym Anita.

## Leben
Wardanjans Vater Lewon Pachlewanjan aus einer alten großen Familie war ein kleiner Geschäftsmann ohne Vermögen, der 1932 mit seiner Familie nach Teheran ging. Seinen Familiennamen konnte er wegen der Ähnlichkeit mit dem Namen Reza Schah Pahlavis nicht beibehalten, sodass er ihn in Kandarjan änderte.
Während des Deutsch-Sowjetischen Kriegs schloss sich Wardanjan 1942 der antifaschistischen Gruppe Leichte Kavallerie ihres künftigen Mannes Geworg Wardanjan an, mit der sie Aufklärung betrieb. Sie nahm mit der Gruppe an der Operation zur Sicherstellung der Sicherheit Stalins, Roosevelts und Churchills auf der Konferenz von Teheran teil. Behauptet wurde die Abwehr des Unternehmens Weitsprung.
Nach dem Krieg heirateten Gohar und Geworg Wardanjan am 30. Juni 1946 in Teheran und arbeiteten weiter im Iran. Sie erhielten 1951 von der sowjetischen Aufklärung das Angebot einer höheren Ausbildung. Gohar Wardanjan studierte an der Universität Jerewan in der Fakultät für Fremdsprachen (Abschluss 1956) mit anschließender Spezialausbildung. Darauf waren die Eheleute unter fiktiven Namen in verschiedenen Ländern weltweit illegal tätig. Erst 1986 kehrten sie in die UdSSR zurück. Im Dezember 1986 ging Gohar Wardanjan in Pension. Sie beteiligte sich nun an der Ausbildung junger Mitarbeiter.
Gohar Wardanjan starb kinderlos am 25. November 2019 in Moskau und wurde am 29. November auf dem Friedhof Trojekurowo neben ihrem 2012 verstorbenen Mann beigesetzt. An der Trauerfeier nahmen der Auslandsgeheimdienst-Direktor Sergei Naryschkin, der frühere Aufklärungschef Michail Fradkow, der armenische Präsident Armen Sarkissjan und eine Delegation des armenischen Verteidigungsministeriums teil. Der russische Präsident Putin hatte sein Beileid bekundet.

## Ehrungen, Preise
- Rotbannerorden (1951)[1]
- Orden des Vaterländischen Krieges II. Klasse[2]
- Orden der Ehre
- Internationaler Andreas-Preis (2006)[8]
- Orden der Ehre der Russisch-Armenischen Universität (2006)[9]
- Erste Trägerin der Geworg-Wardanjan-Medaille des armenischen Verteidigungsministeriums (2013)[10]
- Orden der Ehre Armeniens (2019 postum)[11]